# Amherstdale (Virginia Occidental)
Amherstdale es un lugar designado por el censo ubicado en el condado de Logan en el estado estadounidense de Virginia Occidental. En el Censo de 2010 tenía una población de 350 habitantes y una densidad poblacional de 45,5 personas por km².

## Geografía
Amherstdale se encuentra ubicado en las coordenadas 37°46′57″N 81°49′38″O / 37.78250, -81.82722. Según la Oficina del Censo de los Estados Unidos, Amherstdale tiene una superficie total de 7.69 km², de la cual 7.65 km² corresponden a tierra firme y (0.61%) 0.05 km² es agua.

## Demografía
Según el censo de 2010, había 350 personas residiendo en Amherstdale. La densidad de población era de 45,5 hab./km². De los 350 habitantes, Amherstdale estaba compuesto por el 92.57% blancos, el 6.29% eran afroamericanos, el 0% eran amerindios, el 0% eran asiáticos, el 0% eran isleños del Pacífico, el 0% eran de otras razas y el 1.14% pertenecían a dos o más razas. Del total de la población el 0% eran hispanos o latinos de cualquier raza.